# Église de Birnau
Birnau détient une église priorale de style rococo construite entre 1747 et 1750 par l’architecte autrichien Peter Thumb, pour l’abbaye impériale de Salem. Sa renommée résulte non seulement de son extraordinaire décoration intérieure mais aussi de sa situation, sur les hauteurs du lac de Constance.

## Historique
Une première église de pèlerinage aurait été construite au IXe siècle. En 1741, devant l’afflux incessant des pèlerins, l’abbé de Salem décide de reconstruire l’édifice dans le style baroque et confie la mission d’établir les plans à l’architecte du Vorarlberg, Peter Thumb qui avait déjà beaucoup œuvré en Alsace et en Forêt-Noire.
La première pierre de la nouvelle église est posée le 11 juin 1747. Les travaux progressent très rapidement si bien que l’édifice peut être consacré le 21 septembre 1750.
En 1804, l’abbaye de Salem est sécularisée et l’église de Birnau fermée au culte. Cloches et orgues sont vendues aux enchères.
L’édifice ne sera rendu au culte qu’en 1919. En effet, à cette date, l’église et les bâtiments annexes sont acquis par les moines de l’abbaye territoriale de Wettingen-Mehrerau (Autriche).
D’importants travaux de rénovation furent menés à bien au XXe siècle et en 1971, l’église priorale a été élevée au rang de basilique mineure par le Pape Paul VI.

## Décoration et aménagements

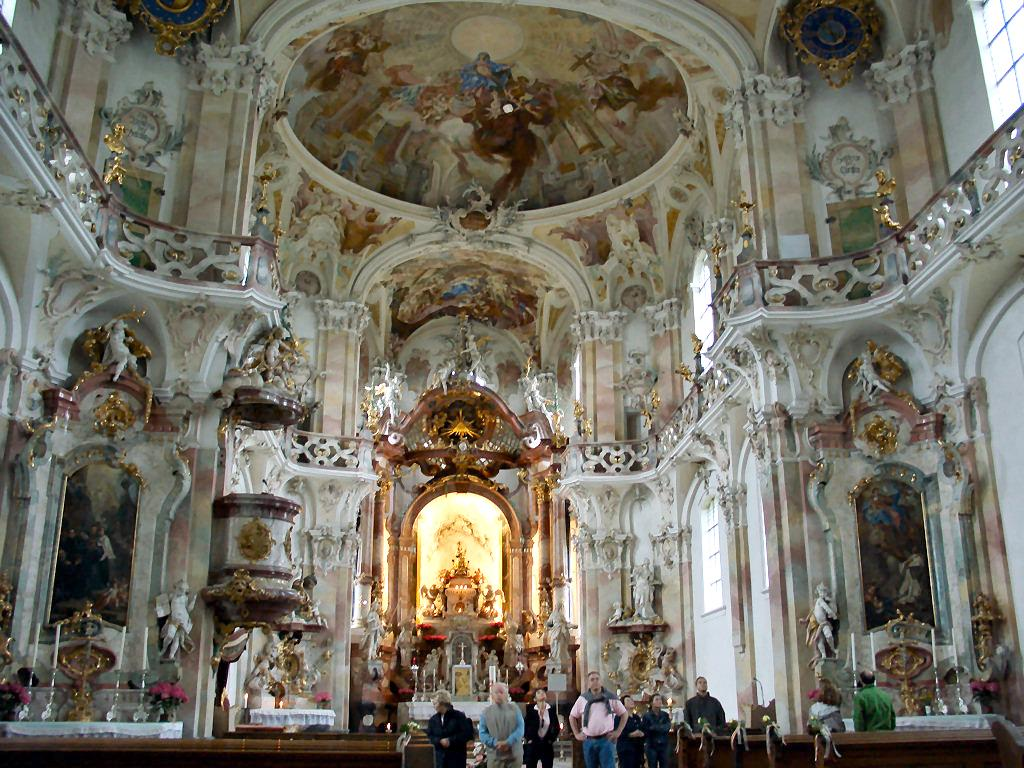
L’opulente décoration intérieure

L’église de Birnau compte parmi les plus beaux édifices de style rococo en Allemagne. Les fresques de plafond, dédiées à la vie de la Vierge Marie, et les riches stucs sont l’œuvre du peintre Gottfried Bernhard Göz, originaire de Moravie.
L’ensemble du mobilier est l’œuvre du sculpteur autrichien Joseph Anton Feuchtmayer. On lui doit notamment le très célèbre Honigschlecker ou putto au pot de miel, installé sur l’autel latéral de Saint-Bernard.
La tour de façade à bulbe abrite un ensemble de cinq cloches ainsi qu’une horloge du XVIIIe siècle, toujours en fonction. L’orgue date de 1991.